# Гаммельстад
Гаммельстад (швед. Gammelstad) — церковне містечко в Швеції, об'єкт Всесвітньої спадщини ЮНЕСКО. Занесений до списку в 1996 році. Гаммельстад розташований приблизно за п'ять кілометрів від міста Лулео.
Гаммельстад був одним з багатьох церковних містечок, що колись існували у Швеції. Церковне містечко було центром великої парафії. Через малу щільність населення і великих відстаней між селами, що відносились до однієї парафії, парафіяни не встигали за один день сходити до церкви і повернутися додому. Тому навколо церков почали будувати будинки, в яких могли переночувати парафіяни. Так виникли церковні містечка.
Церковні містечка були зручним місцем зустрічей мешканців різних віддалених місцевостей, тому церковні містечка були не тільки релігійними, але й торговими центрами.
Церковне містечко Гаммельстад виникло в XII столітті. Церква, що збереглась до наших днів, належить до XIV століття. Навколо церкви 424 дерев'яних будинки.